# Mare Vaporum

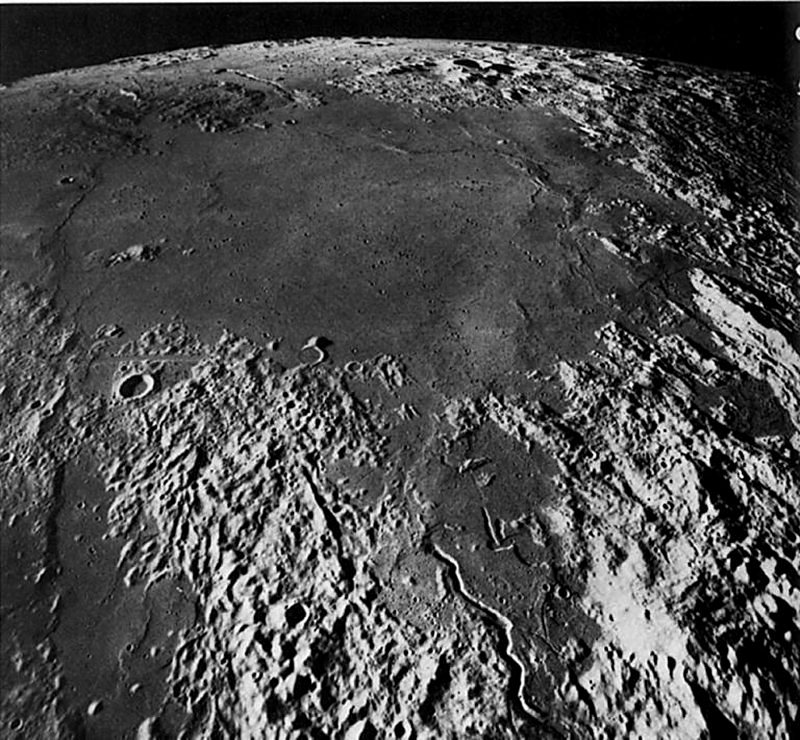
Mare Vaporum in Schrägansicht vom lunaren Orbit aus.

Das Mare Vaporum (Lat. „Meer der Dünste“) ist ein Mondmeer auf dem Erdmond. Es hat die selenographischen Koordinaten 14° N 4° E und einen mittleren Durchmesser von 240 km.
Es befindet sich südwestlich des Mare Serenitatis und südöstlich des Mare Imbrium. Das Meer wird durch den Höhenzug Montes Apenninus begrenzt.
Südlich vom Mare Vaporum am Mondkrater Ukert kann beim Mondalter von zirka 6,7 Tagen, kurz vor dem Erreichen des ersten Mondviertels der visuelle Effekt Lunar V am Mondterminator beobachtet werden.